# Pterolophia pictula
Pterolophia pictula là một loài bọ cánh cứng trong họ Cerambycidae.